# PartnerRe
PartnerRe — международная перестраховочная компания, зарегистрированная на Бермудских островах, с 2022 года принадлежит французской страховой группе Covéa. Основные офисы компании находятся в Пемброке (Бермуды), Дублине, Стэмфорде (Коннектикут), Торонто, Париже, Цюрихе, Сингапуре.
В списке крупнейших публичных компаний мира Forbes Global 2000 за 2016 год компания занимала 1056-е место.

## История
Компания была создана в 1993 году с капиталом в 1 млрд долларов. В 1997 году был куплен французский перестраховщик SAFR, в 1998 году — швейцарский Winterthur Re. С покупкой в 2009 году Paris Re компания вошла в пятёрку крупнейших перестраховщиков в мире. Дальнейшие приобретения включают Presidio в 2012 году и Aurigen в 2017 году. В 2016 году PartnerRe была куплена за 6,9 млрд долларов зарегистрированным в Нидерландах холдингом Exor, в связи с чем её обычные акции были сняты с листинга Нью-Йоркской фондовой биржи (привилегированные продолжают котироваться).
В июле 2022 года Exor продал компанию страховой группе Covéa за 8,6 млрд евро.

## Деятельность
Страховые премии за 2020 год составили 6,54 млрд долларов, инвестиционный доход 361 млн долларов, страховые выплаты — 11,1 млрд долларов. Активы на конец 2020 года составили 84,7 млрд долларов, из них 72,4 млрд пришлось на инвестиции (31,4 млрд — в корпоративные облигации).
По типам страхования основными являются от несчастных случаев (четверть страховых премий), имущества, финансовых рисков, от катастроф, аграрное, медицинского в США.

## Дочерние компании
Основные дочерние компании на конец 2020 года:
- Partner Reinsurance Company Ltd. (Бермудские острова)
- Partner Reinsurance Europe SE (Ирландия)
- Partner Reinsurance Company of the U.S. (США, Нью-Йорк)
- Partner Reinsurance Asia Pacific Pte. Ltd. (Сингапур)